# The Real Thing (Midnight Oil)
The Real Thing è un album discografico di registrazioni dal vivo e in studio del gruppo rock australiano Midnight Oil, pubblicato nel 2000.
Il disco include la "title track" The Real Thing, cover di Russel Morris.

## Tracce
1. The Real Thing
2. Say Your Prayers
3. Spirit of the Age
4. Feeding Frenzy
5. Tell Me the Truth
6. The Dead Heart
7. Tin-legs and Tin Mines
8. Short Memory
9. In the Valley
10. Blue Sky Mine
11. US Forces
12. Warakurna
13. Truganini
14. The Last of the Diggers

## Formazione
- Peter Garrett - voce
- Bones Hillman - basso, voce
- Rob Hirst - batteria, voce
- Jim Moginie - chitarre, tastiere
- Martin Rotsey - chitarre